# Vorogovka
La Vorogovka (in russo Вороговка?) è un fiume della Russia siberiana orientale, affluente di sinistra dell'Enisej. Scorre nei rajon Enisejskij, Ėvenkijskij e Turuchanskij del Territorio di Krasnojarsk.
Il fiume ha origine sulle pendici occidentali del monte Kovriga. Nel corso superiore scorre attraverso la regione a nord-est, quindi per una lunghezza considerevole scorre a nord-ovest e ovest, gira a sud nell'ultimo tratto; sfocia nell'Enisej a 1 689 km dalla foce. Ha una lunghezza di 202 km e il suo bacino è di 3 770 km². Il bacino del fiume è completamente ricoperto da foreste di taiga, non ci sono insediamenti.
Il fiume è una zona di riproduzione di salmoni e storioni.